# Гран-при Уэльса (женский)
Гран-при Уэльса (англ. Grand Prix of Wales) — шоссейная однодневная велогонка, прошедшая по территории Великобритании в 2005 году.

## История
В 2003 году Николь Кук, родом из Уэльса, стала победителем Женского мирового шоссейного кубка UCI 2003.
Данная гонка была организована в 2005 году и прошла в конце августа в рамках Женского мирового шоссейного кубка UCI. Её маршрут с крутыми подъёмами был проложен в уэльском городе Ньюпорте и адаптирован под Николь Кук
Однако в конце июля того же года Николь Кук получила травму колена и была вынуждена отказаться от участия, так как ей сразу сделали операцию.
Так же эта гонка стала единственной гонкой в рамках Женского мирового шоссейного кубка UCI на территории Великобритании.

## Призёры
| Год  | Победитель | Второй         | Третий    |
| ---- | ---------- | -------------- | --------- |
| 2005 | Юдит Арндт | Сюзанн Юнгског | Ойнон Вуд |